# Список номинантов на премию «Русский Букер» 2008 года
Список номинантов на премию «Русский Букер», попавших в длинный список (лонг-лист) премии «Русский Букер» в сезоне 2008 года. Всего на премию было номинировано 91 произведение. Жюри допустило для участия в конкурсе 23 произведения. Длинный список был опубликован 2 июля 2008 года. Короткий список финалистов из 6 произведений был опубликован 2 октября 2008 года. Победитель был объявлен 3 декабря 2008 года.
Список представлен в следующем виде — «победитель», «короткий список» (кроме «победителя»), «длинный список» (кроме «победителя» и «короткого списка»). Для каждого номинанта указано название произведения.

## Победитель
- Михаил Елизаров — «Библиотекарь»

## Короткий список
- Илья Бояшов — «Армада»
- Елена Некрасова — «Щукинск и города»
- Герман Садулаев — «Таблетка»
- Владимир Шаров — «Будьте как дети»
- Галина Щекина — «Графоманка»

## Длинный список
- Александр Архангельский — «Цена отсечения»
- Леонид Бежин — «Отражение комнаты в ёлочном шаре»
- Михаил Бусин — «Письма для Давида»
- Юрий Вяземский — «Сладкие весенние баккуроты»
- Ксения Голубович — «Исполнение желаний»
- Анатолий Королёв — «STOP, коса!»
- Михаил Липскеров — «Белая горячка»
- Татьяна Москвина — «Она что-то знала…»
- Евгений Новицкий — «Лучшая книга о любви»
- Владимир Орлов — «Камергерский переулок»
- Виктория Платова — «8-9-8»
- Владимир Порудоминский — «Частные уроки»
- Андрей Тургенев — «Спать и верить. Блокадный роман»
- Андрей Хуснутдинов — «Столовая Гора»
- Евгений Шкловский — «Нелюбимые дети»
- Илья Штемлер — «Сезон дождей»
- Эдуард Шульман — «Полежаев и Бибиков»